# Patrisse Cullors
Patrisse Cullors (Los Ángeles, 1984) es una activista y artista estadounidense de Los Ángeles, defensora de la reforma de la justicia penal en Los Ángeles y cofundadora del movimiento Black Lives Matter. También se identifica como "queer activista".
Cullors renunció de Black Lives Matter (BLM) en 2021 después que los medios noticiosos reportaron que compró cuatro propiedades en $3.2 millones, incluyendo una casa de $1.4 millones cerca de Malibú (California) y una hacienda en Georgia; negó haber empleado las donaciones a BLM para adquirir sus bienes raíces.

## Biografía y vida personal
Cullors nació en Los Ángeles (California). Creció en Pacoima, un barrio de bajos ingresos del Valle de San Fernando. Se convirtió en activista a una temprana edad, uniéndose a la Unión de Pasajeros de Autobús cuando era adolescente. Más tarde obtuvo un título en religión y filosofía de UCLA Enseña en el Otis College of Art and Design en el Public Practice Program.
Recuerda que sus padres la obligaron a abandonar su casa a los 16 años cuando les reveló su identidad queer. Estuvo con los Testigos de Jehová cuando era niña, pero luego se desilusionó con la iglesia. Desarrolló un interés por la tradición religiosa nigeriana de Ifá, incorporando sus rituales en protestas políticas. Cullors declaró a un entrevistador:

Para mí, buscar la espiritualidad tuvo mucho que ver con tratar de comprender mis condiciones: cómo me forman en la vida cotidiana y cómo las entiendo como parte de una lucha más grande, una lucha por mi vida.

Cullors se describió a sí misma como marxista.

## Black Lives Matter
Junto con los organizadores de la comunidad y a sus amigos Alicia Garza y Opal Tometi, Cullors fundó Black Lives Matter. Los tres comenzaron el movimiento debido a la frustración por la absolución de George Zimmerman en el tiroteo de Trayvon Martin. Cullors escribió el hashtag #BlackLivesMatter para corroborar el uso que hace Garza de la frase al publicar en Facebook sobre el caso de Martin. Además, Cullors describió su impulso de presionar por los derechos afroamericanos como resultado de que su hermano de 19 años sufriese abusos durante el encarcelamiento en las cárceles del condado de Los Ángeles.
Cullors atribuye a las redes sociales un papel decisivo en la revelación de la violencia contra los afroamericanos, diciendo: "Cada día, a cada momento, los negros son bombardeados con imágenes de nuestra muerte [...] Literalmente, se dice: 'Gente negra, usted será el próximo, pero en retrospectiva, será mejor para nuestra nación, mientras menos de nuestro tipo, más seguro será".

## Otro activismo
Ha trabajado como directora ejecutiva de la Coalición para Acabar con Violencia de Sheriff en L.Un. Prisiones. El grupo abogó por una comisión civil para supervisar el Departamento del Alguacil del Condado de Los Ángeles para frenar los abusos por parte de los oficiales. Al organizar a los reclusos como un bloque de votantes, el grupo esperaba influenciar a la Junta de Supervisores del Condado de Los Ángeles para crear la comisión, así como reunir suficientes votos para elegir un reemplazo para el alguacil del condado de Los Ángeles, Lee Baca, que dimitió en 2014 por razones separadas. Aun así, el grupo no tuvo éxito en sus esfuerzos.
Cofundó una organización de activismo penitenciario, Dignity and Power Now, que logró abogar por una junta de supervisión civil.
También es miembro de la junta del Centro Ella Baker para los Derechos Humanos, y dirigió un grupo de expertos sobre violencia estatal y de vigilantes para la Conferencia 2014 Sin Fronteras.

## Premios
Cullors es una becaria Fulbright. Fue nombrada en 2007 Mario Savio Joven Activista del Año. También ha recibido el premio Sidney Goldfarb. Fue nombrada creadora de historia NAACP en 2015. También en 2015, Cullors, Opal Tometi y Alicia Garza (como "Las mujeres de #BlackLivesMatter") se incluyeron en la lista como uno de los nueve finalistas de The Advocate's Person of the Year También fue nombrada Mujer del año de Glamour Magazine 2016 y, ese mismo año, una de las líderes más grandes del mundo de Fortune y un Doctorado Honorario de la Universidad de Clarkson, entre varios otros.

## Trabajos
En 2014, compuso la pieza teatral POWER: From the Mouths of the Occupied, que debutó en el Highways Performance Space. Ha contribuido con artículos sobre el movimiento al LA progresivo, incluyendo uno de diciembre de 2015 titulado "El futuro de la vida negra", lo que impulsó la idea de que los activistas ya no podían esperar a que el Estado actuara y llamó a sus seguidores a la acción alentándolos a comenzar a construir el mundo que quieren ver.